# Mecranium integrifolium
Mecranium integrifolium är en tvåhjärtbladig växtart som först beskrevs av Charles Victor Naudin, och fick sitt nu gällande namn av José Jéronimo Triana. Mecranium integrifolium ingår i släktet Mecranium och familjen Melastomataceae.

## Underarter
Arten delas in i följande underarter:
- M. i. alainii
- M. i. neibense